# DeaDBeeF
DeaDBeeF ist ein freier, ressourcenschonender Audioplayer für GNU/Linux, *BSD, OpenSolaris, Mac OS X. Mit DeaDBeeF For Android ist eine Variante für Android verfügbar. Der Name ist eine Anspielung auf 0xDEADBEEF in Hexspeak.

## Funktionen
Zur Handhabung verschiedener Audioformate greift DeaDBeeF auf eigens portierte- oder im System vorhandene Codec-Bibliotheken zurück, darunter FFmpeg, libsndfile, dumb, Game_Music_Emu und AdPlug. Auf die Benutzung eines Multimedia-Frameworks wird zugunsten der Geschwindigkeit verzichtet, ebenso wie auf eine Datenbankfunktion in der die Musiksammlung verwaltet werden könnte.

### Funktionsliste
- Unterstützung der Advanced Linux Sound Architecture, Open Sound System 4 und PulseAudio
- Unterstützung von Cuesheet
- Unterstützung von Replay Gain
- 18-Band-Equalizer
  - Kompatibel zu Equalizer-Voreinstellungen von foobar2000
- Wiedergabe von Streams
- Last.fm-Unterstützung (scrobbeln)
- Zufällige Wiedergabe und Endloswiedergabe
- Unterbrechungsfreie Wiedergabe
- Konvertierung von Audiomaterial
- Herunterladen und Anzeigen von Coverbildern
- Statussymbol mit Programmsteuerung
- OSD-Benachrichtigungen
- Organisation von Wiedergabelisten in Tabs
- Tastenkürzel zur Steuerung
- Drag-and-Drop-Unterstützung in Wiedergabelisten und aus dem Dateimanager heraus
- Metadatenbearbeitung
- Funktionalität über Erweiterungen erweiterbar

## Unterstützte Audioformate
- LAME MP3 (neben MPEG-1 auch MPEG-2 Audio)
- Advanced Audio Coding
- Vorbis
- Opus
- FLAC
- RIFF WAVE
- WavPack
- Shorten
- Musepack
- MIDI (über AdLib oder Timidity++)
- DTS

Zusätzlich wird auch das Format des Soundchips MOS Technology SID (u. a. im C64 und C128), die Audioformate verschiedener älterer Spielkonsolen (PlayStation, Sega Saturn, Dreamcast, Super Nintendo Entertainment System usw.) und verschiedene Tracker-Audioformate unterstützt.